# Карен Хачатурян
Карен Соренович Хачатурян (на арменски: Կարեն Սուրենի Խաչատրյան, на руски: Карэн Суренович Хачатуря́н) е арменски и руски композитор и музикален педагог, професор в Московската консерватория, народен артист на РСФСР.

## Фамилия
Карен Соренович Хачатурян е роден на 19 септември 1920 г. в Москва, в семейството на театралния режисьор Сорен Илич Хачатурян и Сара Михайловна Дунаева-Хачатурян. Баща му е ученик на Константин Станиславски, директор на Първа студия на Московския художествен театър, основател на Арменската драматична студия в Москва. Майка му от ранна детска възраст се занимава с живопис и театър, завършва историко-философския отдел на Висшите женски курсове в Москва и дълги години работи като театрален художник.
Чичо на Карен е Арам Илич Хачатурян, брат на баща му, арменски и руски композитор, диригент, преподавател, една от най-великите фигури в арменската музика на 20-ти век, народен артист на СССР, доктор по история на изкуството. Другият му чичо, Левон Хачатурян, е солист на Московския радиокомитет. Има много красив баритон, но не обича да излиза на сцена и затова се занимава с озвучаване на филми. Третият му чичо, Вагинак Хачатурян, е финансист.
Лейли Хачатурян, дъщеря на Вагинак, е народна артистка на Армения. След като получава музикално образование, тя продължава обучението си първо в Театралното училище „Шчукин“ при Театър „Вахтангов“ в Москва, а след това заминава в Ереван, където завършва Театралния институт. Тя е водеща актриса на Руския драматичен театър „Станиславски“ в Ереван.
Емин Хачатурян, синът на Левон, е известен диригент, народен артист на Русия. Завършва Московската консерватория със специалност композиция и дирижиране. Работи като диригент в Московския регионален симфоничен оркестър, а от 1965 г. – в оркестъра на Болшой театър. Десет години е главен диригент на Държавния симфоничен оркестър по кинематография и дирижира много водещи симфонични оркестри.
Нуне Хачатурян, дъщерята на Арам, завършва Московската консерватория със специалност пиано и преподава в Руската музикална академия „Гнесини“.
Карен Арам Хачатурян, синът на Арам, е изкуствовед. Завършва Всесъюзния държавен институт по кинематография. Неговата дипломна работа е книгата „Сарян в театъра“.

## Биография
Като дете Карен, заедно с родителите си, присъства на представления на Художествения театър, неговите студия и в организирания през 20-те години Детски театър. Творческата атмосфера, в която се движи в детството си, повлиява на ранното музикално развитие и многостранни интереси на момчето. Важна роля в артистичното му самоопределяне изиграват личността и делото на чичо му Арам Хачатурян.
На осемгодишна възраст Карен е приет в музикалното училище „Гнесини“, където учи в класа по пиано на Олга Гнесина. Посещава и детската група по композиция, ръководена от Евгений Меснер. Заедно с него в групата учат и бъдещите композитори Борис Чайковски и Александър Чугаев.
От 1938 до 1941 г. е ученик в Музикалното училище към Московската консерватория, където се обучава едновременно по две специалности – пиано при Борис Медведев и В. В. Чьортовая и композиция в класа на професор Хенрих Литински. През 1941 г. Карен постъпва в теоретико-композиторския факултет на Московската консерватория, но войната прекъсва обучението му.
След началото на Великата отечествена война е изпратен в Ансамбъла за песни и танци на Министерството на вътрешните работи на СССР. Младият музикант е инструктиран да напише за кратко време маршови песни, малки инструментални пиеси, танцова музика или да оркестрира вече налични мелодии. Там Хачатурян написва войнишката маршова песен „За медали“ по текст на Михаил Волпин. Ансамбълът пътува до фронта и във фронтовите градове, където изнася концерти.
През 1945 г. се завръща в консерваторията, където негови учители стават Висарион Шебалин и Дмитрий Шостакович. В класа на Шостакович той отново учи заедно с Борис Чайковски и Александър Чугаев, както и с Револ Бунин и Герман Галинин. Под ръководството на Дмитрий Шостакович Карен Хачатурян опитва да твори в различни жанрове – сюити, кантати, инструментални пиеси и създава първата си творба – „Соната за цигулка и пиано“, която му носи сериозна слава. Необикновеният му талант впечатлява буквално още от първите му стъпки. Дмитрий Шостакович подчертава характерната за него „дълбочина на мисълта, майсторско развитие на материала, съвършенството на неговото въплъщение, красиво преливащите се мелодии и удивителните звуци“.
След като Дмитрий Шостакович напуска консерваторията, Карен Хачатурян прекарва последната студентска година в класа на Николай Мясковски, признатият глава на Московската школа. Под негово ръководство младият композитор написва симфониетата „Слава на комсомола“ за хор и оркестър по текст на А. Гаямов. През 1949 г. Хачатурян завършва Московската консерватория с дипломна работа – кантатата за смесен хор и симфоничен оркестър „Цъфти и здравей, младост“ по текстове на Янка Купала, Василий Лебедев-Кумач и Андрей Достал.
Карен Хачатурян се жени за преводачката Антонина Яковлевна Хачатурян, с която имат две деца – Наталия (р. 1950) и Дмитрий (р. 1952), който става кандидат на филологическите науки. Имат и две внучки – Екатрина и Мария.
През 1949 – 1952 г. защитава докторантура в Московската консерватория при Николай Мясковски, със специалност композитор-педагог. От 1952 г. е член на КПСС. От 1957 г. е член на Управителния съвет на Съюза на композиторите на СССР.
От 1952 до 2011 г. преподава в Катедрата по инструменталистика и композиция на Московската консерватория. През 1974 г. става доцент, а през 1981 г. – професор. В периода 1980 – 1997 г. е ръководител на Катедрата. Сред неговите ученици са Александър Чайковски, Алфред Шнитке, София Губайдулина, Анатол Виеру, Александър Балтин, Виктор Бабушкин, Валерий Полянски.
През 1971 г. получава титлата заслужил артист на РСФСР, а през 1981 г. – народен артист на РСФСР. От 1957 г. е член на борда на Съюза на композиторите, член е на редакционния съвет на списание „Съветска музика“, ръководи редколегиите на издателствата „Съветски композитор“ и „Музика“. Дейно участва в популяризирането на съветската музика в чужбина, като урежда представяния на съветски композитори в Чехословакия, Румъния, България и на фестивали в целия Съветски съюз. Дълго време е част от управлението на сдруженията „СССР – Виетнам“, „СССР – Африка“ и на Съветския комитет за културни връзки със сънародници в чужбина.
През 1995 и 1999 г. композиторът председателства журито на Първи и Втори детски конкурс за пианисти „Дмитрий Шостакович“. През 1998 г. е член на журито за виолончелисти на Международния конкурс „Пьотър Чайковски“.
Карен Соренович Хачатурян умира на 19 юли 2011 г. в Москва. Урната с пепелта на композитора е положена в Новодевическото гробище.

## Творчество
Творчеството на Карен Хачатурян се отличава с жанрово разнообразие, използването на различни национални ладови пластове и широкото използване на полифонични форми. Композиторът създава симфонии и песни, музика за театър и кино, балети и камерни инструментални композиции. Музиката му е позната не само в Русия, но и в чужбина – в Италия, Австрия, САЩ, Чехословакия, Япония, Австралия, България, Германия.
Първият успех идва при Карен Хачатурян през 1947 г. в Прага, когато неговата соната за цигулка и пиано е отличена с първа награда на Първия световен фестивал на младежта и студентите. Впоследствие тази творба е включена в репертоара на такива известни цигулари като Давид Ойстрах, Леонид Коган, Едуард Грач, Семьон Снитковски и други.
От 1950 г. започва да композира и филмова музика, като създава музиката за 50 игрални и анимационни филми и за около 20 театрални представления. По-късно Хачатурян адаптира някои от филмовите си композиции за академичната сцена. Така, „Чиполино“ се превръща в балет, който дълги години се изпълнява успешно в Болшой театър, а музиката към филма „Вий“ става основа за Втората му симфония.
За 30-годишнината на Съветска Армения Карен Хачатурян създава „Младежка увертюра“, изпълнена за първи път на 10 декември 1951 г., на концерт на Петия пленум на Съюза на композиторите на СССР. Преди да напише увертюрата, композиторът посещава Армения и изучава и записва много народни песни. На тяхна основа създава свои мелодии, близки до фолклорните образци, а композицията е замислена като театрална танцова сцена.
Сред творбите му от 50-те години са кантата „При самотната върба“ за смесен хор и симфоничен оркестър по текст на Марк Лисянски, концертни маршове, сюити и други. През 1959 г. композиторът написа оперетата „Обикновено момиче“ по либрето на Сергей Александрович Ценин по едноименната пиеса на Василий Шкваркин. През 1967 г. е издадена на грамофонна плоча с участието на артисти от Московския оперетен театър.
Една от най-значимите творби от ранния период на Хачатурян е неговата Първа симфония. Композицията е изпълнена за първи път през 1955 г. на концерт на VIII пленум на Съюза на композиторите на СССР. Тя се изпълнява и в чужбина – на VII Международен фестивал за съвременна музика в България, на концерти-шоута на съветското изкуство в Югославия, Германия и Австралия.
През 1964 г. в Занзибар избухва комунистическа революция и новите власти се обръщат към съветското ръководство с молба да организират написването на нов химн на страната. Централният комитет изпраща молбата до Тихон Хренников, председател на Съюза на композиторите, който възлага задачата на Карен Хачатурян и той написва химна. Малко по-късно историята се повтаря и композиторът получава поръчка за химна за Сомалия, който създава през 1972 г.
През следващите години музикантът пише редица инструментални и вокално-инструментални произведения. Сред тях са соната за виолончело и пиано, посветена на първия ѝ изпълнител Мстислав Ростропович, струнен квартет в памет на баща му, ораторията „Миг от историята“, вокален цикъл „Поема за майките“ по текст на чилийската поетеса Габриела Мистрал, пиесата „Хачкар“ за симфоничен оркестър, посветен на Армения, концерт за цигулка и оркестър и други. Дмитрий Шостакович пише за струнния му квартет, че му е направил силно впечатление „със своята дълбочина, сериозност, ярки теми и невероятен звук“.
Създава общо 5 симфонии, които са изпълнени и записани от диригентите Евгений Светланов, Генадий Рождественски, Владимир Федосеев, Валерий Гергиев, Максим Шостакович и други. Сред камерните произведения, написани през този период, са Ария за камерен оркестър, интродукция и фуга за орган. Едно от значимите места сред творческите постижения на Хачатурян през 60-те години принадлежи на Втората симфония, написана през 1968 година. Симфонията е изпълнявана успешно в Югославия, България, Германия, Чехословакия, Австралия.
Композиторът става световноизвестен с балета си „Чиполино“, написан през 1973 г. по либрето на Генадий Рихлов, по приказката за Джани Родари. За основа е взета музиката на Хачатурян, написана от него за едноименния анимационен филм през 1961 г. Премиерата на постановката, поставена от Хенрих Майоров, се състои през есента на 1974 г. в Киевския академичен театър за опера и балет. По-късно, през 1993 г., композиторът пише още един балет за деца – „Снежанка“.
Карен Хачатурян е автор и на поп песни – „Здравей, свят“ (по текст на Яков Халецки) „Земята, в която съм роден и израснал“ (текст Игор Шаферан), „О, ти, пролетна, светла нощ“ (текст Алексей Фатянов), „Не те чакам“ (текст Леонид Дербеньов), „Далеч от рязанските брези“ (текст Юрий Полухин) и други. Автор е и на музиката на весели, комични песни – „Песента на водолаза“ (текст Алексей Фатянов), „Върви военна игра“ (текст Михаил Пляцковски). Написва и малки клавирни композиции – „Украински танц“ и азербайджанския танц „Таракама“, създадени като аранжименти на народни мелодии.
Хачатурян прави общата редакция на книгата „Оркестрация“ на американския композитор Уолтър Пистън, пусната през 1990 от издателство „Съветски композитор“.

### Основни произведения[2][8]
- 1947 – Соната за цигулка и пиано, получила първа награда в конкурса за млади композитори в Прага
- 1948 – Кантата „Цъфти и здравей, младост“
- 1949 – Сюита за малък оркестър
- 1950 – Кантата „При самотната върба“
- 1952 – Концертен марш
- 1953 – Сюита за малък оркестър
- 1954 – Сюита за малък оркестър
- 1955 – Симфония № 1
- 1959 – Оперета „Обикновено момиче“ – премиера в Московския оперетен театър
- 1966 – Соната за виолончело и пиано, посветена на първия ѝ изпълнител – Мстислав Ростропович
- 1968 – Симфония № 2
- 1969 – Струнен квартет в памет на баща му
- 1971 – Оратория „Миг от историята“ за рецитатор, хор и симфоничен оркестър, посветена на покушението върху живота на Ленин
- 1972 – Интродукция и фуга за орган
- 1973 – Балет „Чиполино“
- 1976 – Концертен марш
- 1978 – Детска музика за пиано
- 1979 – Концертен марш
- 1980 – Сюита за малък оркестър
- 1981 – Трио за цигулка, валдхорна и пиано
- 1982 – 7 пиеси за електрически орган
- 1982 – Симфония № 3
- 1983 – Концерт за виолончело и оркестър
- 1984 – Трио за цигулка, виола и виолончело – по поръчка на Виенското общество на Албан Берг
- 1985 – Симфония № 4 „Епитафия“
- 1991 – 1996 – Дитирамби“ за симфоничен оркестър в чест на Сергей Прокофиев
- 1993 – Балет „Снежанка“
- 1993 – „Меридиани“ за квинтет от дървени духови инструменти
- 1998 – Втори струнен квартет
- 2004 – Адажио за виолончело и пиано
- 2009 – Симфония No5
- 2009 – Концерт за цигулка и оркестър

### Филмова музика[3][9]
- 1950 – „Когато се запалят елхите“ – анимация, отличен с награда през 1951 г. на Международния филмов фестивал в Карлови Вари.
- 1950 – „Жълтият щъркел“ – анимация
- 1950 – „Вълшебното съкровище“ – анимация
- 1951 – „Сърцето на храбреца“ – анимация
- 1951 – „Горски пътешественици“ – анимация
- 1953 – „Палавото коте“ – анимация
- 1955 – „Куче и котка“ – анимация
- 1955 – „Необикновеният мач“ – анимация
- 1956 – „Чакалчето и камилата“ – анимация
- 1956 – „Стари познати“ – анимация
- 1957 – „Братя“ – СССР, КНДР
- 1958 – „На кръстопът“ – анимация
- 1959 – „Скоро ще дойде дъждът“ – анимация
- 1960 – „Разноцветни камъчета“
- 1960 – „Мурзилка и великанът“ – анимация
- 1960 – „Кралските зайци“ – анимация
- 1960 – „Чакайте писма“
- 1960 – „Норвежкото овчарче“ – анимация
- 1961 – „Чиполино“ – анимация
- 1961 – „Високосна година“
- 1962 – „Седемте бавачки“
- 1962 – „Децата на Памир“
- 1962 – „Големият път“ – СССР, Чехословакия
- 1964 – „Неугасим пламък“
- 1965 – „Спящият лъв“
- 1966 – „Коледната елха на Тимошкин“ – анимация
- 1966 – „Днес – нова атракция“
- 1966 – „Това не е за мен“ – анимация
- 1966 – „Изстрел“
- 1967 – „Северозападно от Берлин“ – филм-спектакъл
- 1967 – „Вий (Миргород)“
- 1968 – „Половин час чудеса“ – филмов алманах
- 1968 – „Снежната крепост“
- 1969 – „Странни хора“ – филмов алманах
- 1970 – „Сладка приказка“ – анимация
- 1970 – „Късното дете“
- 1970 – „За приятели-другари“ – двусериен
- 1970 – „Планинарка“ – филм-спектакъл
- 1971 – „Няма за кога да чакаме“
- 1972 – „На гости при лятото“ – анимация
- 1974 – „Футболни звезди“ – анимация
- 1974 – „Единственият път“ – СССР, Югославия
- 1976 – „Чиполино“ – филм-спектакъл
- 1976 – „Сто грама“ за смелост“ – филмов алманах
- 1977 – „Роднини“

### Музика към театрални постановки[2]
- 1952 – „Двамата веронци“ в Театър „Вахтангов“
- 1953 – „Европейска хроника“ от Алексей Арбузов в Московски драматичен театър „Ермолов“
- 1957 – „Разораната целина“ от Михаил Шолохов в Театър на Руската армия
- 1958 – „Никой“ от Едуардо де Филипо в Балтийския дом
- 1959 – „Внукът на краля“ от Лев Шейнин в Театър на Руската армия
- 1960 – „Четвъртият прешлен или Мошеник по неволя “ по романа на Марти Ларни в Московския сатиричен театър
- 1963 – „Женски клюки“ от Карло Голдони в Малий театър
- 1971 – „Италианска трагедия“ от Александър Щайн в Руски академичен младежки театър
- 1975 – „Веселите Уиндзорки“ в театър „Моссовет“
- 1978 – „Слепият падишах“ по Назъм Хикмет в Московски драматичен театър „Гогол“

## Награди[2]
- 1947 – Първа награда на конкурса за млади композитори в Прага
- 1976 – Държавна награда на СССР за балета „Чиполино“
- 1995 – Орден на дружбата
- 1999 – Награда на кметството на Москва
- 2000 – Орден за честта
- 2001 – Награда „Дмитрий Шостакович“ на Съюза на руските композитори
- 2001 – Държавна награда на РСФСР за „Дитирамби в чест на Сергей Прокофиев“, Симфония № 4 за струнен оркестър и ударни инструменти.
- 2007 – Орден за заслуги пред Отечеството, IV степен
- 2010 – Лауреат на балетната награда „Танцов магьосник“
- 2011 – Почетна грамота на президента на Руската федерация